# Darlene Vogel
Pour les articles homonymes, voir Vogel.
Darlene Vogel est une actrice et ancienne mannequin américaine née le 25 octobre 1962 à Modesto en Californie.

## Filmographie

### Cinéma
- 1989 : Retour vers le futur 2 : Spike
- 1990 : Ski School : Lori
- 1994 : Ring of Steel : Elena Carter
- 1994 : Angel 4: Undercover : Molly Stewart et Angel
- 1995 : Decoy : Diana
- 1999 : Morella : Andrea
- 2012 : Le Lycée de la honte : Maggie
- 2014 : A Tiger's Tail : Sheryl Connley
- 2017 : The Spearhead Effect : Shelby Stone
- 2017 : Extracurricular Activities : Mme Collins
- 2019 : The Wedding Year de Robert Luketic

### Séries
- 1988 : Equalizer : Gina (1 épisode)
- 1990 : Charles s'en charge : Valérie (1 épisode)
- 1992 : La Fête à la maison : Wendy Tanner (2 épisodes)
- 1994 : Bienvenue en Alaska : Meredith Swanson (1 épisode)
- 1994-1995 : Incorrigible Cory : Katherine Tompkins (4 épisodes)
- 1995 : Les Dessous de Palm Beach : Stacy (1 épisode)
- 1996-2000 : Pacific Blue : Chris Kelly (83 épisodes)
- 1999-2003 : Farscape : Alex et Lorana (2 épisodes)
- 2000-2001 : On ne vit qu'une fois : Dr Melanie Farrell MacIver
- 2006-2009 : Hôpital central : Claire Lindquist (3 épisodes)
- 2006-2009 : Makaha Surf : Patty Farmer (8 épisodes)
- 2009 : Forgotten : Sally Benedict (1 épisode)
- 2012 : Dr House : Ellen Rogers (1 épisode)
- 2016 : Castle : Sadie Beakman (1 épisode)
- 2016 : The Ranch : Vicky (1 épisode)

### Jeu vidéo
- 2010 : Red Dead Redemption : la population locale